# Obengönrath
Obengönrath ist eine Hofschaft im Solinger Stadtteil Mitte.

## Geographie
Der Hof Obengönrath liegt an einem Nordhang des Viehbachtals im Westen von Solingen-Mitte. Der Viehbach entspringt in einem Feuchtgebiet südlich von Obengönrath. Unmittelbar südlich verläuft die zur Kraftfahrstraße ausgebaute Landesstraße 141n (L 141n/Viehbachtalstraße), die in Höhe Obengönrath über eine Anschlussstelle zum Mangenberg hin verfügt. Flussabwärts liegen erst Mittel- und dann Untengönrath. Westlich liegt die Ortslage Dingshaus, nördlich befinden sich Kleinenberg und Lehn.

## Etymologie
Das Suffix des Wortes Obengönrath, die Silbe -rath, deutet darauf hin, dass das betreffende Gebiet zur Urbarmachung zunächst gerodet werden musste. Das Präfix Oben- grenzt den Hof von den anderen beiden Höfen gleichen Namens ab. Unklar ist die Herkunft des Bestimmungswortes Gön-.
Laut Dittmaier geht das Bestimmungswort Gön- auf mndd. jene, jone in der Bedeutung „jene“, „jenseits“ zurück. Gönrath besitzt also hiernach die Bedeutung „jenseitige Rodung“.

## Geschichte
Die Hofschaft Gönrath lässt sich bis in das 13. Jahrhundert zurückverfolgen, vermutlich ist der Hof Untengönrath als Fronhof der Abtei Altenberg der älteste. Gönrath wird im Jahr 1340 als Gheenroede, 1362 als Gunreidt und 1488 als Gunroidt urkundlich erwähnt.
Vielleicht hat Obengönrath seine Ursprünge im 15. Jahrhundert. Der Ort ist im Jahre 1715 in der Karte Topographia Ducatus Montani, Blatt Amt Solingen, von Erich Philipp Ploennies mit einer Hofstelle verzeichnet und als o. Gönradt benannt. Er gehörte zur Honschaft Scheid innerhalb des Amtes Solingen. Die Topographische Aufnahme der Rheinlande von 1824 verzeichnet den Ort als Gönrathoben und die Preußische Uraufnahme von 1844 als Ob: Gönrath. In der Topographischen Karte des Regierungsbezirks Düsseldorf von 1871 ist der Ort als Obengönrath verzeichnet.
Viele Richter des Amtes Solingen, besonders in der Zeit von 1670 bis ins 18. Jahrhundert, entstammten der Wald-Merscheider Kaufmannsfamilie Kyllmann. Die meisten von ihnen hatten ihren Wohnsitz in den Hofschaften Dahl oder Gönrath, wodurch zeitweise dort auch Gericht gehalten wurde. Von diesem Kapitel der Geschichte zeugen etwa das Richter- und das Schöffenhaus in Dahl. Hinzu kam, dass diverse Schöffen und Gerichtsschreiber zu jener Zeit in Dahl und Gönrath wohnten, darunter Wilhelm Dinger in Mittelgönrath oder die Gerichtsschreiber aus der Familie von Märcken in Obengönrath.
Nach Gründung der Mairien und späteren Bürgermeistereien Anfang des 19. Jahrhunderts gehörte Obengönrath zur Bürgermeisterei Wald. 1815/16 lebten 31, im Jahr 1830 34 Menschen im als Weiler bezeichneten Ober-Gönrath. 1832 war der Ort Teil der Zweiten Dorfhonschaft innerhalb der Bürgermeisterei Wald, dort lag er in der Flur IV. (Gönrath). Der nach der Statistik und Topographie des Regierungsbezirks Düsseldorf als Hofstadt kategorisierte Ort besaß zu dieser Zeit ein öffentliches Gebäude, fünf Wohnhäuser und fünf landwirtschaftliche Gebäude. Zu dieser Zeit lebten 38 Einwohner im Ort, davon zwei katholischen und 36 evangelischen Bekenntnisses. Die Gemeinde- und Gutbezirksstatistik der Rheinprovinz führt den Ort 1871 mit elf Wohnhäusern und 52 Einwohnern auf. Im Gemeindelexikon für die Provinz Rheinland von 1888 werden für Obergönrath acht Wohnhäuser mit 47 Einwohnern angegeben. 1895 besitzt der Ortsteil neun Wohnhäuser mit 62 Einwohnern, 1905 werden neun Wohnhäuser und 61 Einwohner angegeben.
Mit der Städtevereinigung zu Groß-Solingen im Jahre 1929 wurde die Hofschaft Obengönrath ein Ortsteil Solingens. Als einer der wenigen tatsächlich realisierten Abschnitte der geplanten Autobahn 54 entstand am Ende der 1970er Jahre auf dem Teilstück An der Gemarke bis Mangenberg eine vierspurige Kraftfahrstraße durch das Viehbachtal. Dieses Teilstück der als L 141n gewidmeten Viehbachtalstraße wurde am 31. August 1979 dem Verkehr übergeben. Nach zahlreichen Anwohnerbeschwerden über zu viel Lärm wurden im Folgejahr einige Maßnahmen für einen verbesserten Lärmschutz eingeleitet. Der Weiterbau der Viehbachtalstraße zwischen Mangenberg und dem Frankfurter Damm an Obengönrath vorbei erfolgte bis 1981. Ein weiterer Ausbau erfolgte jedoch nicht; die A 54 wurde nie fertiggestellt.:55

Seit dem Jahre 1987 stehen von den historischen Fachwerkhäusern in Obengönrath die Gebäude Obengönrath 10, 12, 14 sowie 16 und 16a unter Denkmalschutz.

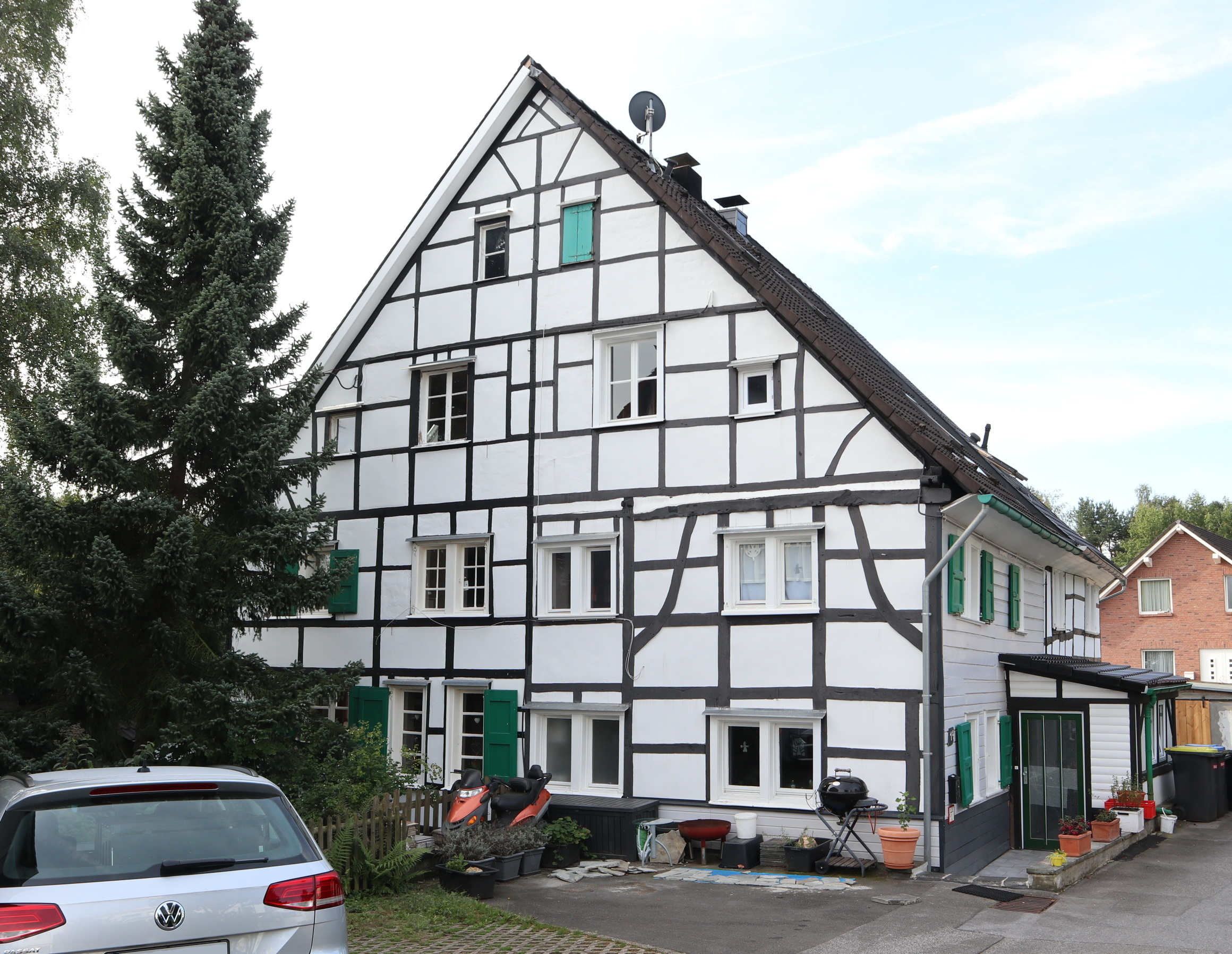
Obengönrath 12, 14
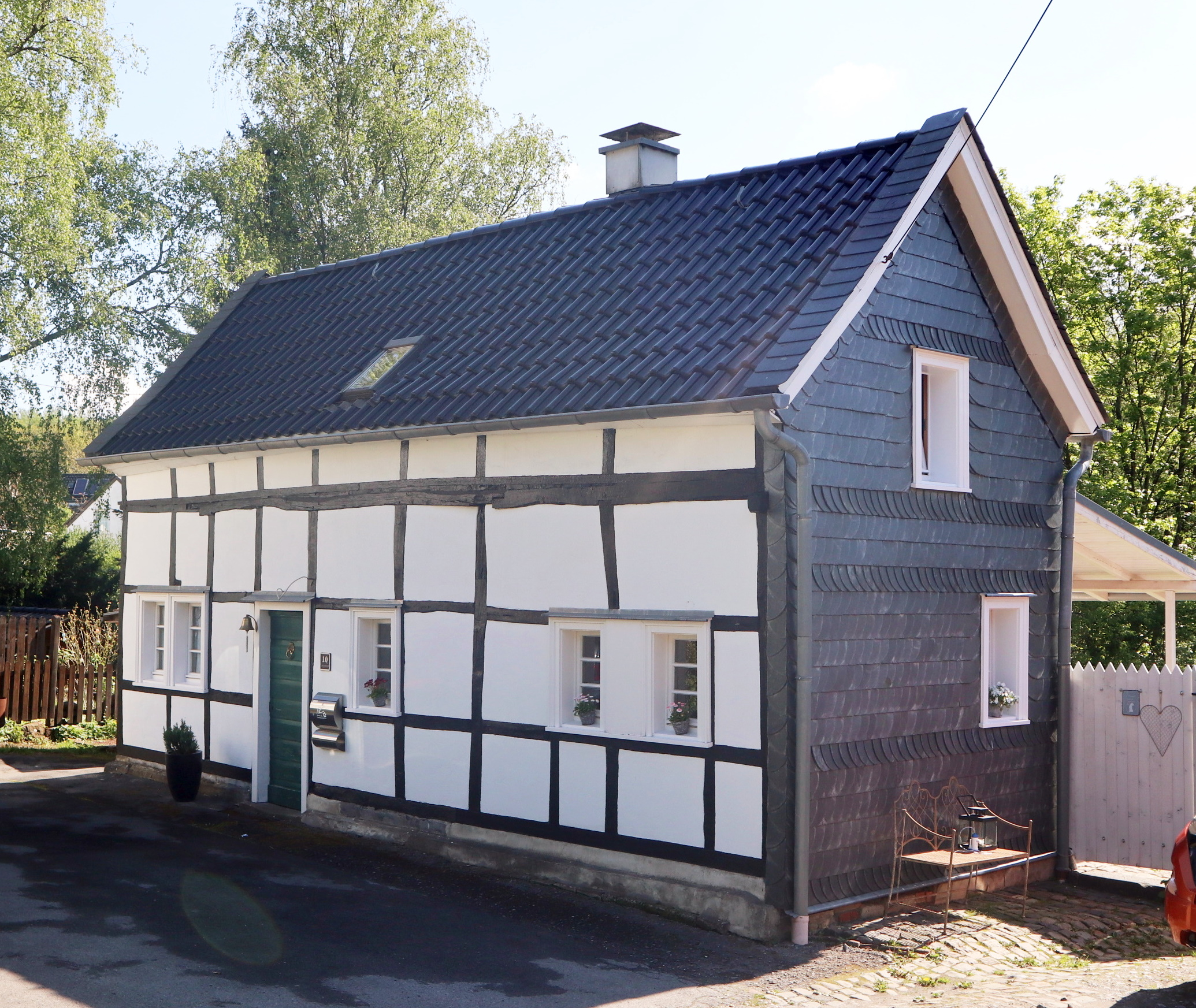
Obengönrath 10
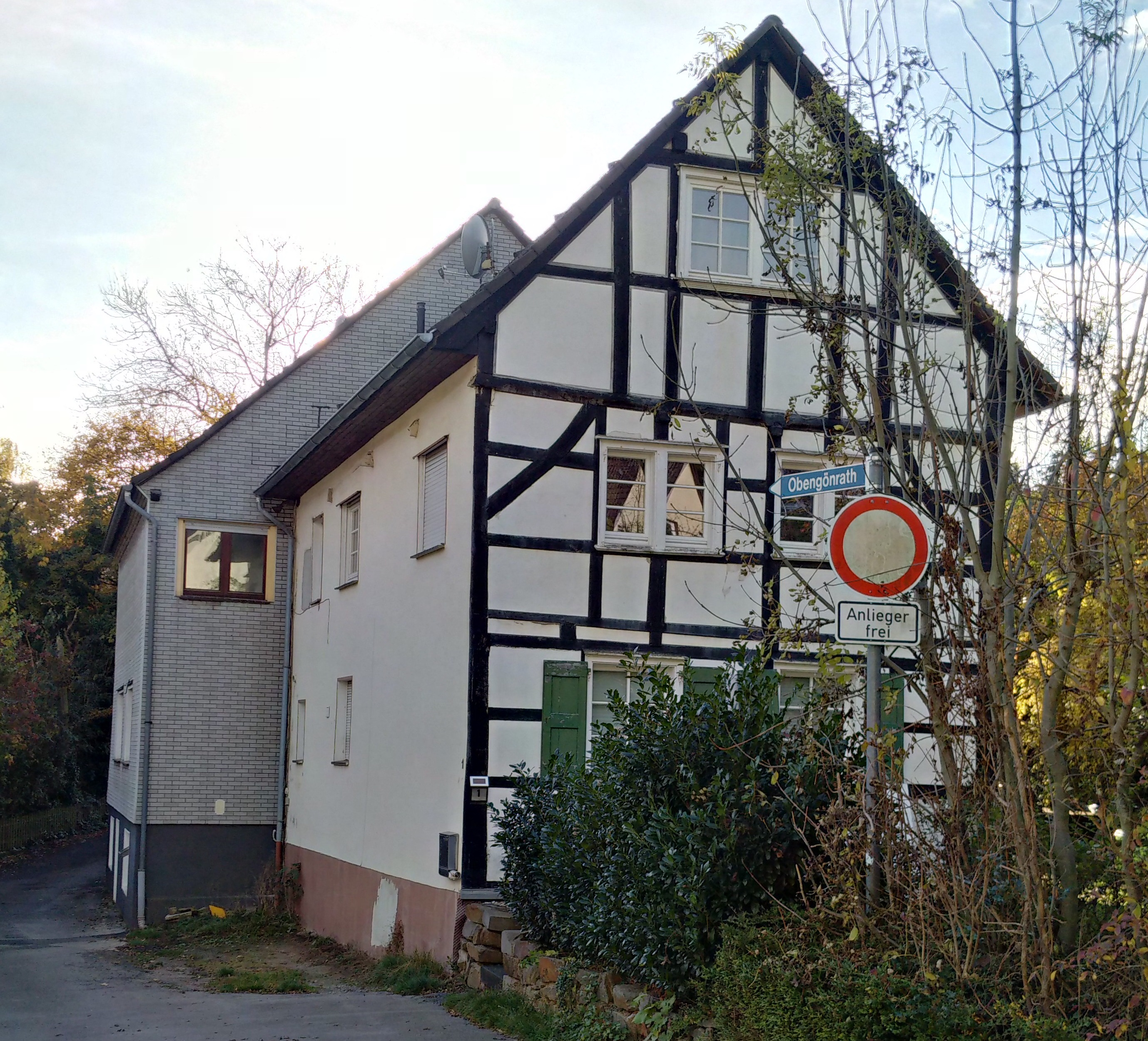
Fachwerkhäuser in Obengönrath